# 2042
L'année 2042 est une année commune qui commence un mercredi.
C'est la 2042e année de notre ère, la 42e année du IIIe millénaire et du XXIe siècle et la 3e année de la décennie 2040-2049.

## Autres calendriers
L'année 2042 du calendrier grégorien correspond aux dates suivantes :
- Calendrier berbère : 2991 / 2992
- Calendrier hébraïque : 5802 / 5803
- Calendrier indien : 1963 / 1964
- Calendrier musulman : 1464 / 1465
- Calendrier persan : 1420 / 1421

## Dans la fiction
Le jeu vidéo Battlefield 2042 se déroule en 2042.